# Harris & Ford
A Harris & Ford osztrák DJ, producer duó, mely 2011-ben alakult meg. Tagjai Kevin Kridlo és Patrick Pöhl, akik mindketten bécsi származásúak. A kezdetekben a páros popdance stílusban alkotott. Később már a hardstyle, a psytrance és a house műfajában, valamint az ő sajátos stílusukban, melyben ezeknek a műfajoknak a jegyei is feltűnnek írták a műveiket és jelenleg is ez utóbbiak a jellemzőek a stílusukra.

## Történet
2011-ben, a páros megalakulásának évében kiadásra kerültek első műveik. Az első nagyobb sikereik a "Legendär", a "Das Geht Boom" és a "Tick Tack" című zeneszámok voltak. Mindhárom szám szerepelt a hivatalos osztrák slágerlistákon, a "Das Geht Boom" 8 héten keresztül is rajta volt a kislemezek listáján és a DJ listán első helyezést is elért.
2019-ben szerződést kötöttek a Kontor Recordsszal, mellyel azóta is szerződésben állnak. Szintén 2019-ben a Finch Asozial közreműködésével elkészült "Freitag, Samstag" című művük 88. helyezést ért el a hivatalos német kislemezeladási listán. Még ebben az évben kiadásra került a Scooterrel közös "God Save the Rave" című művük, majd szeptemberben a VINAI olasz DJ/producer duóval közös "Break the Beat" című művük, decemberben pedig Hard but Crazy "Hardstyle Girl" című művéhez készített remixük első helyezést ért el a Beatport hard dance listáján. A Scooter 2021-ben kiadott "God Save the Rave" című albumán (a dalhoz hasonló néven) több a Harris & Forddal közös mű, köztük a korábban már említett dal is szerepel.
A zenészek írtak közös művet ezenkívül többek között a Blasterjaxx-szel, Jebroerrel, Brennan Hearttal, Ummet Ozcannal, vagy éppen a Németországban híres HBz duóval.
Ezenkívül fontos dolog, hogy Falco inspirálta több művüket, köztük a "Jeanny"-t, mely Falco azonos című művének feldolgozása, valamint feltehetőleg a Falco nyomán választott című "Drop me Amadeus" műben a híres osztrák zeneszerző, Wolfgang Amadeus Mozart több művét, név szerint a Török indulót és a 40. szimfóniát dolgozták fel. De nemcsak Falco művei nyomán készültek feldolgozásaik, hanem feldolgozták például a német Dschinghis Khan együttes Moskau című számát is a Da Tweekazzal közösen. A zenészek hivatalos honlapján található leírás alapján a korábban nem említettek közül fontos számuk még az "Irrenhaus" és a "Survivors".

## Diszkográfia

### Singles
- 2011: Deine Show
- 2012: Ich habe Lust
- 2012: Legendär
- 2013: Das geht Boom (Shag Ragga) (a Gordon & Doyle-lal közr.: Lisah)
- 2014: Tick Tack (közr.: Lisah)
- 2015: Geil! (közr.: Trackshittaz)
- 2015: Wir brauchen Stimmung (közr.: Vanny)
- 2016: Eurotrip (Anna Chiarával)
- 2016: Wann, wenn nicht jetzt (Powerkrynerrel)
- 2017: Geboren um zu feiern (Marryvel)
- 2017: Für immer und jetzt (Club Mix) (Julia Buchnerrel)
- 2017: Up & Down (Das Fit-Programm)
- 2017: 96 Stunden wach (közr.: Jöli)
- 2018: Für immer jung
- 2018: Live is Life (közr.: Ena)
- 2018: Ein Tag Unendlichkeit
- 2018: Hard, Style & Volksmusik (közr.: Addnfahrer) (AT: )
- 2019: Die Party sind wir (Isi Glückkel)
- 2019: Drop Me Amadeus
- 2019: Freitag Samstag (Finch Asoziallal) (AT: )
- 2019: God Save the Rave (a Scooterrel) (AT: )
- 2019: Break the Beat (a Vinai-jal)
- 2020: Mutter (Jebroerrel)
- 2020: Fight Back (Ummet Ozcannal)
- 2020: Moskau (a Da Tweekaz-zal)
- 2020: Spotlight (Sander van Doornnal)
- 2020: Wahre Freundschaft
- 2020: Nachbarn (Finch Asoziallal)
- 2020: Rocketship (Da Hool-lal)
- 2020: Addicted To The Bass (Brennan Hearttal)
- 2020: My Way (Mike Candysszel)
- 2020: Higher Space (Jerome-mal)
- 2021: The Master (Jebroerrel)
- 2021: Bye Bye (a Neptunicával)
- 2021: Lost in you (Maxim Schunkkal)
- 2021: Coco Jambo (a HBz-vel és Thovival)
- 2021: Running (Klaasszal)
- 2021: Everlasting (Noomával)
- 2021: Million Dreams (Ummet Ozcannal)
- 2021: Circus (Amber Van Day-jel)
- 2021: Irrenhaus (Outsidersszel)
- 2021: I Wouldn't Know (Molow-val)
- 2021: Bassman (a Blasterjaxx-szel)
- 2021: Jeanny (Ian Storm x SilkandStones-sal)
- 2021: Checkmate (mit Maxim Schuck x Hard But Crazy)
- 2021: Dreams (Axmóval közr.: Sarah de Waaren)
- 2021: Never Let Me Go (Timmy Trumpettel és a Cascadával)
- 2021: Neon Lights (Lizot-val)
- 2021: Deine Mama (Glasperlenspiellel)
- 2021: Survivors
- 2022: The Sound (Robert Falconnal közr.: JUSTN X)
- 2022: Alive (Madugóval)
- 2022: Numb (DJ Gollummal)
- 2022: Never Alone (Hard But Crazyvel)
- 2022: Hollywood (Faustix-szel közr.: PollyAnna)
- 2022: Amsterdam (a 2 Engel & Charlie-val)
- 2022: Psycho (a Bassjackersszel közr.: Rebecca Helena)
- 2022: Turn Back Time
- 2022: Raindrop (a Marnikkal közr.: Shibui)

### Remixek
- 2011: C-Nattix – Liebe
- 2011: Sunset Project & Tomtrax – Nessaja
- 2012: Mike Indigo – Bam Baram
- 2012: Royal XTC feat. Molti – Hello
- 2013: DualXess & Nico Provenzano feat. Charlee – Ladies Night
- 2013: Gordon & Doyle – Raise Your Memory
- 2013: Funky Control – Freaky Boys
- 2013: DJ Ostkurve feat. Big Daddi, Kane & Enzo – Ti amo 2k13
- 2013: Clubraiders – Get Away
- 2013: Flava & Stevenson feat. Cesca Lara – Love à Paris
- 2013: Peter Sax – Pool Party
- 2013: Action ins Ohr – Egal
- 2013: Tomtrax – Mono 2 Stereo
- 2013: Seaside Clubbers – Nicht vergessen
- 2014: Trackshittaz – Geil!
- 2014: Pressure Unit feat. Young Sixx – Let’s Go Wild
- 2016: Andreas Gabalier – Hulapalu
- 2016: Vanessa Mai – Ich sterb für dich
- 2016: Kerstin Ott – Kleine Rakete
- 2017: Lorenz Büffel – Johnny Däpp
- 2017: Nockalm Quintett – In der Nacht
- 2017: Helene Fischer – Nur mit dir
- 2017: Marco Wagner & Dave Brown – Hey Bro
- 2017: Peter Wackel – Ich verkaufe meinen Körper
- 2017: Peter Power & Powerkryner – Links Rechts – Springen!
- 2018: Isi Glück – Das Leben ist ne Party
- 2018: Almklausi & Specktakel – Mama Laudaaa
- 2018: Andreas Gabalier – Hallihallo
- 2019: Miranda – Vamos ala Playa
- 2019: Scooter – Devils Symphony
- 2019: Hard But Crazy – Hardstyle Girl
- 2020: Scotty – He's a Pirate
- 2021: Captain X – Wellerman
- 2021: Maxim Schunk & Noisetime – Perfect Match
- 2021: Emi Flemming – Don't Worry (Get Yourself A Hobby)
- 2021: Jebroer – Bloody Mary
- 2021: Eskimo Callboy – Pump It
- 2021: Yves V & CORSAK feat. Leony – Where Do You Think You Are Going
- 2021: NoooN & Kati Breuer – Nüsse Sind Gesund
- 2022: Alexander Eder – 7 Stunden

## Érdekesség
A duó neve kimondva hasonlít Harrison Ford, amerikai színész nevéhez. Előfordulhat, hogy a duó nevének ő az eredete. A zenészek YouTube csatornáján a névjegy szekcióban az áll, hogy amikor 2011-ben a pincében az első dalaikon dolgoztak, egy Indiana Jones poszter volt a falon azzal a felirattal, hogy "Starring Harrison Ford", azaz "Főszerepben: Harrison Ford", majd utalás is található arra, hogy ez lehet a névválasztás oka.

## Fordítás
- Ez a szócikk részben vagy egészben  a   Harris & Ford című német Wikipédia-szócikk fordításán alapul.  Az eredeti cikk szerkesztőit annak laptörténete sorolja fel. Ez a jelzés csupán a megfogalmazás eredetét és a szerzői jogokat jelzi, nem szolgál a cikkben szereplő információk forrásmegjelöléseként.